# Предопределение в английском протестантизме
Реформация распространялась в Англии под сильным влиянием швейцарских богословов, и считается, что в правление Елизаветы I (1558—1603) Церковь Англии приобрела «кальвинистский» характер. Из крупных реформатских мыслителей в Англии некоторое время жили Мартин Буцер и Пётр Мартир Вермильи, однако нельзя утверждать, что английский протестантизм, или пуританство, не испытал других влияний. Значительным авторитетом пользовались труды августинцев, а также существовала идущая с начала XIV века традиция антиклерикального протеста. Вопрос о том, начиная с какого периода в Англии учение о безусловном, то есть не обусловленном будущими заслугами, предопределении заняло центральное место в богословии, является дискуссионным. Согласно распространённой до середины XX века точке зрения, это произошло под влиянием возвратившихся из Европы марианских изгнанников, распространивших в Англии сочинения Кальвина. Другими исследователями высказывается мнение, что данное учение было популярно ещё при Генрихе VIII и Эдуарде VI.

## Предопределение в ранней Реформации
Английские реформаторы восприняли обе основные протестантские традиции, германскую (лютеранскую) и швейцарскую (реформатскую, также часто называемую «кальвинистской»). Учение Лютера о предопределении не было выражено систематически, являясь при этом важным мотивом ряда его произведений. В своих лекциях на тему Послания к Римлянам, прочитанных в 1515—1516 годах, он выразил принципиальное согласие с учением о предопределении, сформулированным в поздних трудах Августина. Согласно Лютеру, хотя спасение и предполагает участие собственной воли человека, оно исходит не от неё, а только от милосердия, даруемого Богом по его воле. Бог избирает только некоторых от вечности из всего человечества. Важнейшим для понимания вопроса Лютер называет стих Рим. 8:28 «Притом знаем, что любящим Бога, призванным по Его изволению, все содействует ко благу», в котором он находит «комфортное» обещание спасения, противоположное языческому понятию фортуны. Кажущуюся несправедливость удела не-избранных Лютер поясняет другими словами апостола Павла об «ожесточении» сердца фараона (Рим. 9:17, 18), не желающего дать свободу евреям, — в трактовке немецкого богослова, «кого Господь ожесточает — это как раз тех, кому он даёт волю пребывать во грехе и порочности». Спасение полностью находится в воле Бога, но Лютер предостерегает от фатализма и «впадения в бездну ужаса и безнадёжности», предлагая вместо этого «размышлять о ранах Иисуса Христа». В ходе спора с Эразмом Роттердамским (1466—1536) Лютер более подробно излагает свои аргументы, опираясь на идею неизменности Бога и его воли. В трактате «О рабстве воли» (1525) Лютер писал: «… если благодать приходит по произволению или предопределению, то она приходит по необходимости, а не по рвению и не по усердию нашему, как мы и учили об этом выше. А также если Бог обещал благодать до закона, как это утверждал Павел и в Послании к Галатам, то, значит, она приходит не по делам и не по закону — в противном случае обетование не имело бы никакого смысла. Тогда и вера не будет иметь никакого значения, если имеют значение дела». Лютер отрицает, что Бог является источником греха и зла в людях, — если сердце фараона ожесточено, то это потому, что Бог не послал ему свой Дух. Всё обусловлено неизменной волей всемогущего Бога, и только Дух его возрождает людей и поддерживает в возрождённом состоянии. Инициатива в этом процессе принадлежит только Богу, однако от человека требуется деятельное содействие. Вместе с тем Лютер подчёркивает, что он имеет в виду не внешнее принуждение, заставляющее человека действовать против его воли, а более мягкое направляющее воздействие. Некоторое внимание уделяет Лютер репробации, то есть отверженности Богом тех, кто осуждён на проклятие — в отличие от Августина, полагавшего грехопадение человека результатом действия свободного выбора. Учение о предопределении у Лютера является вспомогательным к его сотериологии и относится прежде всего к предназначенным для спасения. Возможность человека понять божественное предопределение Лютер описывает с помощью концептуального различения Бога явленного (лат. Deus revelatus) и Бога сокрытого (лат. Deus absconditus). Эти понятия не указывают на двойственность реальности Бога или его воли, но относятся только к возможностям человеческого понимания. Явленная воля Бога, выраженная в Священном Писании, устанавливает предел понимания человеком относительно божественного предопределения: «… коль скоро Бог скрывает себя и не желает, чтобы мы Его знали, то, значит, не наше это дело».
К группе швейцарских и рейнских протестантских богословов относят не только ранних реформаторов, разошедшихся с Лютером по вопросу реального присутствия Христа в евхаристии (Ульрих Цвингли, Иоганн Эколампадий, Мартин Буцер, Генрих Буллингер), но и близких к ним по взглядам Петра Мартира Вермильи, Жана Кальвина, Джироламо Занчи, Теодора Беза, Захарию Урсина и других. Влияние этой школы протестантской мысли на ранних английских реформаторов, а затем на пуритан, было значительным, но не ограничивалось проблематикой предопределения.

## Предопределение в ранней английской Реформации

### Предопределение в правление Генриха VIII
К началу Реформации учение о предопределении не было новым для Англии. Сторонником идеи о содействии человека Богу в деле своего спасения был шотландец Иоанн Дунс Скот (ум. 1308). Против такого подхода, ассоциировавшегося с раннехристианской ересью пелагианства, выступал архиепископ Томас Брадвардин (ум. 1349). С ним был согласен Джон Уиклиф (ум. 1384), полагавший, что истинная принадлежность к церкви, как и вера, только могут быть получены от Бога избранными. Несмотря на то, что король Генрих VIII (1509—1547) не принял протестантского учения о благодати в его швейцарском варианте и склонялся к полупелагианскому меритократическому богословию, общая атмосфера его царствования способствовала распространению в Англии учений в духе континентальной Реформации. Вслед за Лютером, первые английские протестанты утверждали, что истинное христианское благочестие начинается с оправдания посредством благодати через веру. Уильям Тиндейл писал, что «правая вера происходит не из людской фантазии, и не в человеческих силах получить её иначе, кроме как чистый дар Господа, без каких-либо заслуг». Того же мнения придерживались его современники Джон Фрит, Роберт Барнс, Джордж Джой, Майлз Ковердейл и Саймон Фиш. В их богословии с идеей оправдания верой была тесно связана концепция санктификации, то есть перерождения в святости под воздействием Святого Духа. Предполагалось, что предопределение к святости также имело место до начала времён. Современные исследователи предполагают, что акцент на санктификации предопределил морализаторский характер последующего английского протестантизма. Как и на континенте, в Англии предопределение было «комфортной» доктриной, позволяющей верующему быть вполне уверенным в своём спасении. Помогало в этом учение о вменённой праведности или «двойном оправдании», то есть представлении, что оправдание достигается не только верой, но и делами. У. Тиндейл это обосновывал так: «Не дела делают нас сынами Господними, но свидетельствуют и подтверждают они наше сознание, что мы таковы, и что Господь избрал нас». В своих трудах английские богословы нередко обращались к идеям Августина, либо принимая их, как Дж. Фрит, либо опровергая, как Джон Хупер.
Хотя богословы первой половины XVI века активно развивали учение о безусловном предопределении, официальная церковь Генриха VIII была ещё не готова к его принятию. 10 статей 1536 года, «Епископская книга» 1537 года и 6 статей 1539 года выражали умеренную точку зрения, близкую к католической. В знак несогласия с содержащимися в этих документах утверждениями о возможности отпадения от благодати и о личном участи человека в своём спасении некоторые протестантские епископы оставили свои посты. Поступивший таким образом Николас Шакстон в 1546 году был обвинён в ереси и был вынужден признать, что предопределение не исключает некоторого участия свободной воли. В правление Генриха VIII за пределами официальной церкви появились группы радикальных сектантов, отрицавших ряд общепринятых догматов и религиозных практик, включая учение о предопределении. До некоторой степени их можно связать с анабаптистами, появившихся в Англии из Голландии. Когда они в мае 1535 года началось первое на них гонение, в числе ошибочных мнений анабаптистов называлась вера в то, что если человек смертно согрешит после крещения, он никогда не будет прощён.

### Предопределение в статьях 1553 года
В царствование Эдуарда VI (1547—1553) ограничения на выражение реформаторских взглядов были отменены, и протестантское учение о благодати стало доминирующим в Церкви Англии. Многочисленные континентальные богословы были приглашены занять профессорские кафедры Оксфорда и Кембриджа. Составленная при участии архиепископа Томаса Кранмера Книга проповедей 1547 года толковала веру и спасение как божественные дары, не связанные с человеческими заслугами. В ещё большей степени швейцарское влияние отражали 42 статьи 1553 года, также вышедшие под редакцией Кранмера. В них утверждалось оправдание верой и связанность человека в состоянии греха, из которого можно выйти только посредством даруемой Богом благодати. Статья 17, вошедшая практически в неизменном виде в 39 статей англиканского вероисповедания, относится к предопределению и избранию. Она состоит из трёх параграфов, в первом из которых даются общие определения. Предопределение к жизни определяется в терминах божественных цели (purpose) и воли (decree), явленных ещё до основания мира тайно от людей. Изложенный в статье порядок спасения следует Рим. 8:28—31: призвание (calling) посредством Святого Духа, подчинение (obedience) по благодати, свободное оправдание (justification), усыновлены, уподобляются Христу (conformity), в результате чего, «праведно ходят в добрых делах и, в конце концов, по благодати Божьей, получают вечное блаженство» (everlasting felicitie). Второй параграф касается пасторских вопросов, то есть проблемы, следует ли, и если да, то каким образом христианину подобает размышлять о предопределении. Ответ даётся в целом положительный, но различается для каждой категории верующих. Для «праведников, которые ощущают в себе работу Христова Духа», учение приносит «неизъяснимое утешение» и укрепляет веру в вечное спасение. С другой стороны, для «любопытных и плотских людей, лишенных Христова Духа», учение представляет «опасную западню», провоцируя на безрассудные поступки. Таким образом, для не-праведников положение не является окончательно безнадёжным. Короткий третий параграф завершает статью призывом «принимать изложенные в Священном Писании Божьи обетования». Статья 17 полностью умалчивает о предопределении к проклятию (репробации), а также не затрагивает тему уверенности в спасении, то есть проблемы, может ли единожды ощутивший в себе действие Святого Духа отпасть от веры. «Предопределение к жизни», понимаемое как синоним «избрания», предполагается ничем не обусловленным, а божественное предвидение даже не упоминается. Не прояснённым остался и вопрос о том, является ли осуществлённое Духом спасение результатом произведённого им возрождения оправданного грешника, или же спасение остаётся делом исключительно Духа. Историк Кристофер Хейг оценивает документ как двусмысленный и компромиссный.
Статьи 1553 года стали первым значительным протестантским вероучительным документом, содержащим отдельный раздел о предопределении. Умолчания в более ранних документах, Аугбургском исповедании 1530 года, первом Гельветском исповедании 1536 года и Вюртембергском исповедании 1552 года объясняется отсутствием в то время широко признанной формулировки. Начиная с 1553 года положение изменилось, и множество последующих исповеданий включают статьи о предопределении: кальвинистские Шотландское (1560), Бельгийское (1561), второе Гельветское (составленное Генрихом Буллингером в 1561 году и опубликованное в 1566 году) исповедания и лютеранские Формула согласия (1576) и Саксонские визитационные статьи (1593). В изданном тогда же катехизисе были перечислены ступени спасения, от предопределения до санктификации. В целом догматическая основа эдвардианского богословия о благодати была той же, что у Августина в его полемике с Пелагием. На последующее развитие в Англии учения о благодати и свободе воли оказало влияние решение Эдуарда VI распространить во все приходские церкви первый том «Парафразов» Эразма. Хотя полемика Эразма с Лютером к тому времени ещё не была переведена на английский язык, в «Парафразах» высказывались те же мысли об ответственности человека за своё спасение или окончательное проклятие.
Смерть юного короля прервала развитие протестантизма, и в правление королевы Марии (1553—1558) лидеры английской Реформации либо были осуждены как еретики, либо отправлены в изгнание. Вопрос о предопределении был для протестантов настолько важен, что споры о нём не утихали даже в тюрьмах. Одна из групп, в основном состоявшая из мирян, полностью отрицала предопределение к спасению и осуждению («freewillers»), и их представители вели споры с кальвинистами в тюрьме Кингс-бенч. Один из участников дебатов, священник Джон Брэдфорд, в результате дебатов укрепился в своих предестинарианских взглядах. Эмигрировавшие на Континент протестанты смогли лучше познакомиться с реформатскими идеями о предопределении. Прежде всего это относится к группе богословов, оказавшихся в Женеве. Из них Энтони Джилби и Джон Нокс написали трактаты о предопределении, Джон Скори перевёл труды Августина, а Уильям Уиттингэм — Теодора Безы. Их работы добавили мало нового к ранее существовавшим в английском богословии идеям. Большое значение для распространения реформатских идей о благодати и спасении имела подготовленная изгнанниками Женевская Библия и комментарии к ней.

## В 1560—1620 годы

### Основные события
С приходом к власти королевы Елизаветы начался новый этап в развитии протестантского богословия, охватывающий также большую часть царствования Якова I. «Елизаветинское урегулирование», в рамках которого произошли незначительные изменения в формулировке 39 статей и эдвардианской Книге проповедей, было призвано установить границы допустимой богословской дискуссии и определить отношение страны к религиозным конфликтам на континенте.
Распространению учения Кальвина в Церкви Англии способствовали и многочисленные катехизисы, из которых наибольшее распространение получил труд Александра Новелла (1571). В большинстве из них содержались ещё не получившие официального одобрения идеи об искуплении как результате действия благодати, святости как высшей стадии избрания и основополагающей важности предопределения. Некоторые из авторов шли ещё дальше и защищали догмат о репробации. В те же годы богословие благодати усилиями народных проповедников стало распространяться в народе. Проповедование благодати во Христе и предопределения как спасения единственно через даруемую Богом благодать стало центральным мотивом пуританского движения. В практическом богословии, направленном на руководство повседневной жизнью верующих, развивалась тема порядка спасения, от избрания до прославления. Предопределение явным образом связывалось с уверенностью в спасении, которой мог обладать каждый верующий. Разумеется, богословы предупреждали и об опасности ложной уверенности, которая не поможет осуждённым на проклятие. Важен был вопрос, о котором не следовало забывать ради стабильности в обществе, — может ли избранный потерять благодать, согрешив? С догматической точки зрения ответ был безусловно отрицателен, но проповедники предпочитали предупреждать паству о возможности временной утраты благодати. Самих проповедников экзальтированного благочестия достаточно сложно определить как некую социальную группу. К ним принадлежали миряне и лица духовного звания, как нонконформисты, так и иерархи Церкви Англии. До начала XVII века учение о предопределении не рассматривалось как источник доктринальных разногласий между умеренными протестантами и нонконформистами. Тем не менее, оно постепенно становилось всё более значимым признаком религиозной идентичности, вначале по отношению к католицизму, а затем и среди протестантов. До определённой степени можно говорить о наличии корреляции между пуританским нонконформизмом и принятием учения о предопределении. Появившиеся в первые годы правления Елизаветы трактаты в защиту предопределения были направлены, прежде всего, против радикальных сектантов наподобие фривиллеров. Значительная их часть вышла из под пера француза Жана Верона.
Кульминацией напряжённых споров о предопределении, которые велись в Кембриджском университете начиная с середины XVI века, стало появление Ламбетских статей. Споры обострились в середине 1580-х годов с назначением Уильяма Уайтейкера мастером колледжа Святого Иоанна. Лагерь кембриджских антикальвинистов возглавлял Питер Баро (1534—1599), в 1572 году бежавший от религиозных преследований во Франции и два года спустя избранный профессором богословия леди Маргарет. Свои взгляды Баро публично обнародовал в ходе одного из диспутов 1570-х годов, и придерживался их в дальнейшем. По его мнению, Бог является создателем, а не разрушителем порядка, и потому всё в мире имеет свою причину. Однако Бог не вмешивается в вещи случайные, и потому вторичные причины, к которым относится и свободная воля человека, не находятся в его ведении. Как отмечает Питер Уайт, всё разнообразие учений о предопределении, от Августина до Роберта Сома, Баро делил на те, которые делают Бога источником греха, и своё. Согласно его теории, Бог от вечности постановил создать человечество с целью избрать одних к спасению, а других к проклятию, первых для явления своей милости, а вторых — справедливости, и всех — своей славы, безотносительно Христа или веры для избранных, безотносительно грехов, первородного или собственных — для проклятых. Хотя трактат Баро о предопределении был опубликован только в 1613 году, его содержание было хорошо известно в Кембридже и являлось для антикальвинистов тем же, что и произведение Перкинса для их противников. Каждая из сторон обвиняла другую в «лютеранстве» и полагала, что именно её взгляды выражают позицию церкви Англии. В ответ на одну из полемических проповедей Уайтейкера, последователь Баро Уильям Барретт выступил в апреле 1595 года с резкими заявлениями против «заблуждений» «кальвинистов». Речь Барретта вызвала возмущение большинства влиятельных кембриджских богословов, и привела к длившимся около полугода попыткам решить проблему дисциплинарными методами. В ходе обсуждений выяснилось, что 39 статей англиканского вероисповедания не дают однозначного ответа на поднятые Барреттом вопросы и, чтобы заполнить выявленный пробел в догматах о предопределении, при участии архиепископом Кентерберийским Джона Уитгифта были сформулированы Ламбетские статьи. Относительно того, носили ли они компромиссный характер между взглядами «высоких» или «умеренных» кальвинистов существуют противоположные точки зрения. Официального статуса документ не получил и влияние его на дальнейшую полемику было весьма незначительным.
В целом, к началу XVII века Церковь Англии придерживалась учения Кальвина и кальвинистского взгляда на предопределение. Как для конформистов, так и для прецизиан существенным элементом религиозной полемики было противостояние «папизму» — Католической церкви, воспринимаемой как угроза. Взгляд на папу как на Антихриста разделяли все протестанты, однако пуритане считали, что официальная церковь Англии порвала с Римом не в полной мере, и потому не может считаться полностью реформированной. Благочестивые проповедники уделяли значительное внимание антикатолической полемике, и мало какой вопрос не рассматривался в этом контексте. Уильямом Уайтейкером (ум. 1595), перечисляя предметы наибольших разногласий с Римом, называет «благодать, предопределение, свободную волю, оправдание, Писание, Закон, Евангелие, грех, добрые дела, таинства и церковь». До середины 1590-х годов заметных выступлений против реформатской ортодоксии практически не зафиксировано, но основания для беспокойства были. В 1590 году в своём трактате «Armilla avrea» Уильям Перкинс предупреждал о возрождении пелагианства в Англии и перечислял четыре еретических учения о предопределении, а в 1594 году капеллан архиепископа Джона Уитгифта Ланселот Эндрюс критиковал позицию «высоких кальвинистов» относительно уверенности в спасении. По мнению английского историка Николаса Тьякке, около 1600 года существенных разногласий по поводе предопределения между нонконформистами и сторонниками епископата не было.
На состоявшейся в январе 1604 года Хэмптон-кортской конференции один из представителей пуритан Джон Рейнольдс, ссылаясь на неопределённость позиции, выраженной в 39 статьях относительно проблемы стойкости святых, предложил добавить фразу «до самого конца и ни насколько» из V Ламбетской статьи в соответствующее положение относительно возможности утраты ими веры. Против выступили архиепископ Ричард Бэнкрофт и Джон Оверолл, будущий епископа Нориджа. Их поддержал король Иаков I, который заявил, что избранные могут отпасть от веры, но никогда окончательно, в силу действенности для них покаяния. Таким образом, король отказался вносить изменения в XVI статью из 39. В 1615 году примас Ирландии архиепископ Джеймс Ашшер, идеологически близкий к «высокому кальвинизму», включил Ламбетские статьи в Статьи Церкви Ирландии.

### Предопределение у Уильяма Перкинса

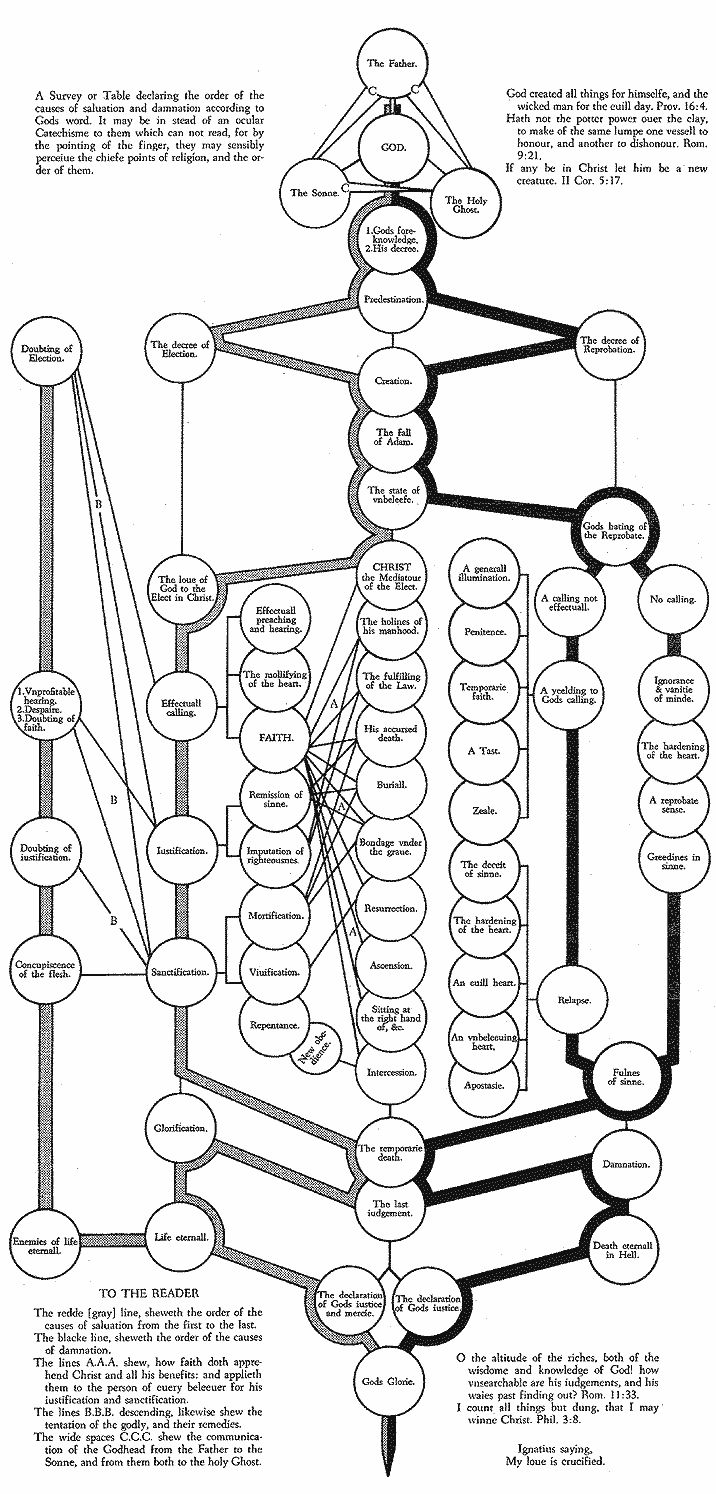
Диаграмма взаимосвязей основных богословских понятий согласно Уильяму Перкинсу. Графический метод изложения философских концепций характерен для Рамизм.

Наиболее важной фигурой в период становления английской реформатской схоластики считается Уильям Перкинс (1558—1602). Применение логического анализа богословских проблем происходило у Перкинса не в рамках аристотелевской традиции, как, например, у Петра Мартира, а под влиянием французского протестанта Петра Рамуса. Наиболее полное выражение его взглядов на предопределение содержится в выдержавшем множество латинских и английских изданий трактате «Armilla avrea» («A golden Chaine», «Золотая цепь», 1590). Следующий трактат, «A Christian and plaine Treatise of the Manner and Order of Predestination» снискал меньшую популярность, но тоже неоднократно переиздавался, особенно до 1631 года. Основное произведение Якоба Арминия «Examen Modestum Libelli» было ответом именно на него. Наконец, подробнейший экзегетический анализ темы содержится в изданном в 1595 году разъяснении Апостольского Символа веры, выдержавшего к 1631 году шесть изданий. Для характеристики учения Перкинса часто используют выражение американского богослова Роберта Кендалла «экспериментальный предестинаризм» (англ. experimental predestinarianism), отличая тем самым от предестинаризма вероучительного. особенность первого является смещение акцента на практическую деятельность священника, культивирование основанного на кальвиновском предопределении стиля благочестия и построения основанной на таких принципах христианской общины.
Учение Перкинса основано на идее вечной (eternal), неизменяемой (immutable) и всеохватывающей (all-embracing) воли (decree) Бога. В своём богословии предопределения применительно к проблеме существования греха Перкинс следует парадигме Ансельма Кентерберийского, утверждавшего отсутствие у зла метафизической реальности. Грех не является наличием чего-то, а напротив, отсутствием блага. Такой подход позволяет Перкинсу соотнести грехопадение Адама с абсолютной волей Бога, не делая его при этом источником греха. По его мнению, воля Бога двояка. Всеобщая (general) воля допускает существование зла в той степени, какой оно имеет отношение к благу, и в отношении неё можно сказать, что Господь хотел падения Адама. Частная (special) воля и относится к тому, что Бог считает правильным, и по ней Бог не желает падения Адама и грехов человеческих. Согласно приводимой Перкинсом аналогии, чиновнику не доставляет удовольствия смерть и казнь злоумышленника но, подписывая смертный приговор, можно сказать, что он желает её. В том же отношении Бог находится и ко всему прочему мировому злу. Абсолютного зла не существует, и вещи, порочные сами по себе, являются благими в перспективе вечности.
Относительно предопределения или «божьей воли в том, что касается человека», Перкинс, помимо собственной, выделяет три точки зрения. Первой он опровергает пелагиан, видящих причину предопределения в самом человеке, свободно принимающем или отвергающем благодать. Во-вторых, он отвергает лютеранский подход, в котором хотя и принимается учение о безусловном избрании к спасению, репробация ставится в зависимость от предвидимого Богом отказа человека от благодати. К третьей группе своих оппонентов Перкинс причисляет полупелагиан, приписывающих предопределение частично милости Божьей, частью предвидимым заслугам. Соответственно, четвёртая возможность, которой придерживается Перкинс, составляющая реформатскую догму двойного предопределения, заключается в приписывании причины спасения или проклятия исключительно благоволению Бога. Согласно диаграмме Перкинса, избрание и репробация находятся в полной симметрии. Избрание понимается как единоличная свободная воля Бога определить некоторого человека к спасению через свою благодать. Это решение неизменно, и единожды избранный к спасению не может отпасть. Соответственно, репробацией является противоположное решение посредством справедливости. С целью более точного объяснения своей мысли, Перкинс выделяет в репробации два «действия» (acts). Первым Бог оставляет человека, являя ему свою справедливость, не по причине греховности отвергаемого, а исключительно из своей воли. Затем Бог определяет человека к наказанию и уничтожению за его грехи. Настаивая на божественном суверенитете над всеми созданиями, Перкинс не видит для осуждённого к проклятию человека праведно роптать. Полемизируя с теми, кто утверждает, что в его схеме Бог проявляет жестокость к своим созданиям, обрекая их на адские муки, Перкинс отвечал, что правильно говорить не о том, что своей волей Бог создал одних для проклятия, но для явления своей справедливости и славы в отношении тех, кто подлежит проклятию. Также Перкинс отрицал, что его учение делает Бога творцом греха, создавая тех, кому предназначено согрешить. Во-первых, причиной греха является зло содержащееся в самом человеке а, во-вторых, результатом действий Бога является манифестация его свойств, то есть славы и справедливости и, наконец, следует различать грех и попустительство совершить таковой.

### Арминианский спор и предпосылки Английской революции
В историографии Английской революции существуют два основных подхода к пониманию значения её религиозной составляющей. Для историков-марксистов пуританство выступает в качестве идеологии зарождающегося класса буржуазии, и пуританская идеология рассматривается как одна из предпосылок прогрессивных капиталистических устремлений джентри, торговцев и ремесленников. В марксистской парадигме Английская революция считается «буржуазной», и борьба пуритан против монархии и старого режима рассматривается в этом ключе. Наиболее полно такой подход выражен в трудах английского историка Кристофера Хилла. В настоящее время более распространено понимание пуритан как «пятой колонны» в Церкви Англии, сумевших добиться численного преобладания в первые декады XVII века. В трудах Уильяма Халлера и других анализируются причины, в результате которых они смогли добиться доминирования в религиозной сфере. Противостоящую им партию называют лодианской или арминианской, основные разногласия которых с пуританами относились к концепции предопределения. Согласно Н. Тьякке, английское арминианство отвергло неконтролируемую благодать предопределения в пользу доступной благодати церковных таинств. Фактически, расхождения между пуританами и лодианами касались самых принципиальных вопросов, природы христианского спасения. Соответственно, по его мнению, лодианская партия проводила политику подавления кальвинистской доктрины благодати, а сам Лод и его покровитель король Карл были «религиозными революционерами». Полемизируя с центральным тезисом теории Тьякке, историк Кевин Шарп доказывал, что Лод в своей деятельности уделял больше внимания дисциплинарным, а не богословским вопросам.
Манифестом арминианского движения стал вышедший в 1624 году памфлет Ричарда Монтегю «A New Gagg». Главным предметом богословского анализа Монтегю стал частный случай теории предопределения, а именно, стойкость святых. Оппоненты обвинили Монтегю в отвержении им решений Дордрехтского синода 1618—1619 годов и, следовательно арминианизме, отвергнутого на том представительном соборе кальвинистов.